# Polistes rufodorsalis
Polistes rufodorsalis är en getingart som beskrevs av Sk. Yamane och Kusigem. 1985. Polistes rufodorsalis ingår i släktet pappersgetingar, och familjen getingar. Inga underarter finns listade i Catalogue of Life.